# Wybrzeże Księżniczki Marty

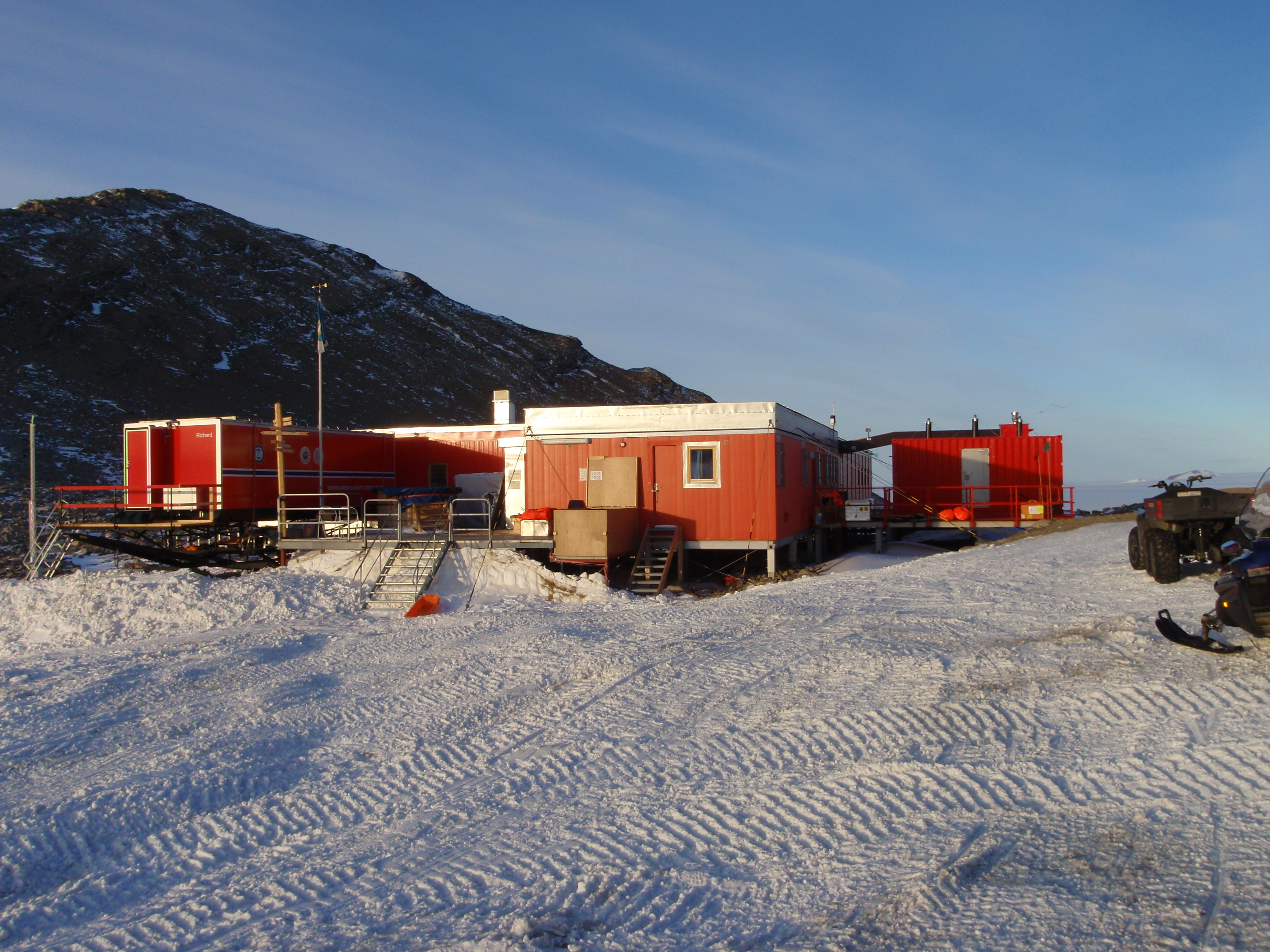
Norweska stacja badawcza Troll (2009)

Wybrzeże Księżniczki Marty (ang. Princess Martha Coast, norw. Kronprinsesse Märtha Kyst) – część wybrzeża Ziemi Królowej Maud na Antarktydzie Wschodniej, między Wybrzeżem Cairda na Ziemi Coatsów a Wybrzeżem Księżniczki Astrid.
Na wybrzeżu znajduje się norweska całoroczna stacja badawcza Troll.

## Nazwa
Obszar został nazwany na cześć szwedzkiej księżniczki Marty (1901–1954), żony norweskiego następcy tronu Olafa V (1903–1991) .

## Geografia
Część wybrzeża Ziemi Królowej Maud w Antarktydzie Wschodniej . Rozciąga się między Wybrzeżem Cairda na Ziemi Coatsów (granicą jest koniec jęzora lodowca Stancomb-Wills Glacier, 20°W), a Wybrzeżem Księżniczki Astrid (granicę stanowi południk 5°E) . Wzdłuż całego wybrzeża rozciągają się lodowce szelfowe charakteryzujące się klifami lodowymi o wysokości 20–35 metrów .
We wschodniej części Wybrzeża Księżniczki Marty znajduje się norweska całoroczna stacja badawcza Troll. 

## Historia
Obszar w pobliżu Wybrzeża Księżniczki Marty był pierwszym fragmentem Antarktydy dostrzeżonym 27 stycznia 1820 roku przez rosyjskiego badacza Fabiana Bellingshausena (1778–1852), który nie zdawał sobie sprawy z własnego odkrycia. 
Wybrzeże zostało odkryte z powietrza 18 lutego 1930 roku przez norweskiego badacza polarnego Hjalmara Riiser-Larsena (1890–1965) podczas trzeciej wyprawy norweskiej w latach 1929–1930 . Riiser-Larsen pobieżnie zmapował region na podstawie obserwacji z powietrza . 